# La Grande-Terche
La Grande Terche est une station de sports d'hiver française, située dans le massif du Chablais, sur la commune de Saint-Jean-d'Aulps, dans le département de la Haute-Savoie en région Auvergne-Rhône-Alpes. Le domaine skiable est relié à l'Espace Roc d'Enfer, formé avec la de Bellevaux-La Chèvrerie. Elle est également intégrée, mais non reliée, au 
grand domaine international franco-suisse des Portes du Soleil.

## Toponymie
La Grande-Terche est un toponyme désignant une « hauteur rocheuse » ou encore un « rocher escarpé avec un sommet aplati ». La station reprend ainsi le nom du petit sommet la surplombant, situé à une altitude de 1 731 m. 

## Histoire
- 1969 : Création de la station « La Grande Terche » avec l’installation de deux téléskis à "La Moussière d’en haut".
- 1973 : Reprise de la station par la commune. Construction du téléski des Têtes et du TSD 2 places de la Grande Terche.
- 1975 : Construction du téléski d’Esserailloux, et du téléski baby de la Terchette.
- 1976 : Construction du téléski baby de la Bray. Intégration des Portes du soleil à leur création.
- 1979 : Construction des deux télésièges, 3 places pinces fixes, du Chargeau et de Graydon.
- 1980 : Remplacement du TSD 2 places par la télécabine 4 places.
- 1983 : Construction du téléski du Lanchereau.
- 1987 : Création du circuit "Roc d’enfer".
- 1988 : Remplacement de la télécabine 4 places par un nouvel appareil à 6 places.
- 24 avril 2006: Obtention de la certification ISO 9001 2000.
- 6 novembre 2006  : Fin de la régie et création du SIVU du Roc d’enfer.
- 2007 : Neige de culture.

## La station

### Hébergement et restauration
En 2014, la capacité d'accueil de la station, estimée par l'organisme Savoie Mont Blanc, est de 7 602 lits touristiques répartis dans 1 329 établissements. Les hébergements se répartissent comme suit : 166 meublés ; un hôtel ; une structure d'hôtellerie de plein air ; 8 centres ou villages de vacances/auberges de jeunesse et un refuge ou gîte d'étape.

## Pour approfondir